# Радолиці
Радолиці (рос. Радолицы) — присілок в Плюському районі Псковської області Російської Федерації.
Населення становить 11 осіб. Входить до складу муніципального утворення Лядська волость.

## Історія
Від 2015 року входить до складу муніципального утворення Лядська волость.

## Населення
| 2001 | 2002 | 2010 |
| ---- | ---- | ---- |
| 17   | ↗21  | ↘11  |